# سعادته... السيد الوزير
سعادته... السيد الوزير رواية للكاتب التونسي حسين الواد. صدرت الرواية لأوّل مرة عام 2011 عن دار الجنوب للنشر في تونس. ودخلت في القائمة النهائية «القصيرة» للجائزة العالمية للرواية العربية لعام 2013، المعروفة باسم «جائزة بوكر العربية».

## حول الرواية
يروي الكاتب التونسي «حسين الواد» في هذه الرواية تجربة أستاذ تونسي يُدرِس في سلك التعليم والتربية، أصبح وزيرًا على نحو غير متوقع. تحكي الرواية كيف شاهد خلال توليه لهذا المنصب الحكومي، الفساد المستشري في البلاد ومؤسسات الدولة٬ إلى أن وقع هو شخصيًا فيه. هي رواية فضلا عن ذلك غنية بروح الفكاهة٬ وتصوّر العديد من أوجه الضعف الإنساني.